# ماندریزیو
شهر ماندریزیو  در بخش ماندریزیو در ایالت تیسینودر کشور سوئیس واقع شده‌است که ۶٬۱۰۰ نفر جمعیت دارد.